# Tajemný Etrusk
Tajemný Etrusk (finský titul zní Turms, kuolematon – doslovný překlad Turms, nesmrtelný) je historický román finského spisovatele Miky Waltariho vydaný v roce 1955. Je psán podobným stylem jako Egypťan Sinuhet.
Česky knihu vydalo poprvé nakladatelství Práce v roce 1972.
Protagonistou pestrého příběhu z počátku 5. století př. n. l. je Etrusk jménem Lars Turms. Kniha sleduje jeho putování z Iónie přes Korint do řeckých osad na Sicílii, do Říma a dalších kultur a tím i jeho pátrání po svém původu.

## Postavy
- Ahura – Mikónova dívka, zprvu zamlklá, posléze řečná
- Arsinoé – Turmsova partnerka, původně kněžka z chrámu Eryx
- Aruns – Etrusk, malíř
- Coriolanus – uprchlík z Říma, později obléhatel Říma
- Dáreios – „král králů“, vládce Perské říše
- Démadotos – tyrannos z Kým
- Dionýsios Fókajský – řecký kapitán námořní lodi
- Dórieus – Turmsův přítel ze Sparty, potomek Hérakleův
- Gelón – tyrannos ze Syrakus
- Hamilkar – vojevůdce kartaginské výpravy proti řeckým městům na Sicílii
- Hanna/Egesta – původně manželka svatého psa Krímísa
- Hierofila – věštkyně
- Hiuls – syn Arsinoé
- Julius – syn Arsinoé
- Kadmos – Gelónův válečník, dosazený tyrannos Messiny
- Mikón – Turmsův přítel, lékař a filosof
- Krinippos – tyrannos z Himéry
- Kydippe – vnučka Krinippa
- Lars Alsir – Tyrhén, Etrusk z Himéry
- Lars Arnth Velthur – Etrusk, syn Arunse Velthura
- Lars Aruns Velthur – Etrusk, otec Larse Arntha Velthura
- Lars Porsenna – Etrusk, otec Turmse
- Lars Tular – Dionýsiovou posádkou zajatý Etrusk
- Lars Turms – Etrusk, protagonista příběhu
- Likymnios
- Mismé – dcera Arsinoé
- Pýthia – věštkyně z Delf
- Tanakil – starší žena, partnerka Dóriea
- Terillos – syn Krinippa a otec Kydippe
- Tertius Valerius – starý Říman
- Thérón – tyrannos z Akragantu
- Veturia – matka Coriolana
- Volumnia – Coriolanova manželka etruského původu
- Xenodotos – Ióňan, vyslanec perského krále králů Dáreia
- Xerxés – syn a nástupce Dáreia, perského krále

## Obsah knihy
- První kniha: Delfy
- Druhá kniha: Dionýsios Fókajský
- Třetí kniha: Hímera
- Čtvrtá kniha: Erykejská bohyně
- Pátá kniha: Lidská oběť
- Šestá kniha: Dórieus
- Sedmá kniha: Sikani
- Osmá kniha: Znamení
- Devátá kniha: Lukumo
- Poslední kniha: Hostina bohů

## Děj

### První kniha: Delfy
Lars Turms, etruský lukumo – „nesmrtelný“ spravedlivý vládce dohlíží na svůj lid a zemi. Během svého života prošel mnoho krajů a zažil četná dobrodružství, která se rozhodne sepsat.
Narodil se otci Larsi Porsennovi a bylo předpovězeno, že se stane lukumonem. Otec rozhodl, že syn musí nalézt sám sebe i své rodné město a proto jej v jeho sedmi letech odvezl přátelům do Sybaridy, luxusního řeckého města v Itálii, a zakázal jim prozradit jeho původ. Matka zemřela, když byly Turmsovi 3 roky. Kvůli válce Sybarid s Krótónem se dostal malý Turms ve svých 10 letech do Mílétu v Iónii. Později se stal pastevcem a utekl do Efesu, kde jej zasáhl blesk a on přežil. V Iónii panují nepokoje, lidé svrhávají Peršany dosazené tyrany, což vyvolalo odvetu ze strany perského „krále králů“ Dáreia. Roznětkou bylo zapálení chrámu perské bohyně Kybelé v Sardech, což měl na svědomí Turms. Celé Sardy nakonec lehly popelem a Iónie se vzbouřila. Turms se vydal na cestu do delfské věštírny, aby ho soudila. Cestou poprvé zažije trans, kdy tančí v bouři. V Delfách se seznámí s Dórieem, spartským vrstevníkem, který se mu stane po dlouhou dobu společníkem. Věštírna mu dá radu cestovat na západ, ale on s Dórieem putuje na východ do Korintu. Léta se účastní řecko-perských válek. Ve válce s Peršany je znám jako smějící se muž, protože se nebojí smrti. Sbírá kamínky, které mu připomínají jednotlivé etapy života.

### Druhá kniha: Dionýsios Fókajský
Po obklíčení bohatého Milétu se Turms s Dórieem nechají najmout v Lade jako bojovníci na loď Dionýsia z Fókaie. Turmsovi se nenápadně dostávají znamení, že je vyvolený, ale zatím je nedokáže rozšifrovat. V námořní bitvě u Lade začnou získávat převahu Peršané a část iónského loďstva zradí a přidá se na jejich stranu, aby uchránila svá města před pleněním. Dionýsios se se svou posádkou stane pirátem. Cestou vezmou na palubu Mikóna, lékaře a filosofa.

### Třetí kniha: Hímera
S nashromážděným lupem přistanou na severním pobřeží Sicílie u města Himera, které bylo v minulosti založeno obyvateli města Zanklé, kteří vytvářeli manželské svazky s původními Sikuly. Vládcem města je tyrannos Krinippos, který námořníky pohostí a nechá je ve svém městě za poplatek přezimovat. Dórieus se sblíží s Tanakil, ženou vznešeného původu, u níž on a jeho přátelé naleznou ubytování. Morálka mužstva po dlouhých týdnech zábavy klesla a Krinippos si poručí zvýšit hradby kolem přístavního města. Dionýsios není proti. Mikón je nucen oženit se s Ahurou, dcerou sikulských rodičů. Turms se učí cizí jazyky, od Ahury sikulštinu a od Tanakil foiničtinu. Ve městě potká etruského obchodníka Larse Alsira, který mu poodhalí jeho (Turmsův) etruský původ. S Turmsem koketuje Krinippova vnučka Kydippe.

### Čtvrtá kniha: Erykejská bohyně
Dórieus naplánuje s Tanakil cestu přes Segestu do Eryxu, města na západě Sicílie, které se účastní i Mikón s Ahurou a Turms. V Eryxu se Mikón pře s Turmsem, že pouze on dokáže vzrušit Ahuru natolik, že se dostane do extáze. Turms mu oponuje. Mikón jej vyzve, aby to tedy sám zkusil. Turms se jí dotkne špičky bradavky a Ahuře silným prožitkem pukne srdce a před zraky obou mužů skoná. Mikón chvíli truchlí, ale uklidní jej, že zemřela v blaženosti. Navíc mu manželství bylo poněkud přítěží. Turms se poté zamiluje do kněžky erykského chrámu, kterou si pojmenuje Arsinoé, a unese ji. Tímto si ale zadělal na značné svízele. Arsinoé uspokojovala nejbohatší muže a zvykla si na luxus a drahé dary, je povrchní a pletichaří. Navíc svede Dóriea i Mikóna.

### Pátá kniha: Lidská oběť
Přijde zpráva, že Milét (důležité řecké město) byl dobyt Peršany a srovnán se zemí. Dionýsios se radí, co dál. Dórieovi chybí boj a chtěl by dobýt erykejskou zemi, na kterou si klade nárok. Nakonec se nechá přesvědčit vyplout na moře. Lars Alsir varuje prostřednictvím Arsinoé Turmse a jeho společníky, že na ně na moři již číhají kartaginské lodě. Dokážou tedy léčku zmařit a míří do Massalie. Tam se ale nedostanou, cestu jim ztěžují útoky tyrhénských lodí. Při jedné bitvě zajmou Larse Tulara, etruského důstojníka, kterého Dionýsios obětuje moři. Po bouřích a divoké plavbě se ocitnou zpět u břehů Sicílie v blízkosti města Panormus.

### Šestá kniha: Dórieus
Dionýsios uzná, že jeho plánu doplout do Massalie stáli bohové v cestě a předá velení Dórieovi. Námořníci pod jeho vedením obsadí chabě bráněné přístavní město Panormus. Dórieus hodlá dobýt zemi Eryx a prohlásit se za krále. Zorganizuje válečnou výpravu na Segestu, které se mimo Dionýsiových námořníků účastní dobrovolně i panormský zemědělný lid a také domorodí Sikanové, kteří považují Dóriea dle svého proroctví za nového krále. Tažení je úspěšné, Segesta dobyta a Dórieus se stane samozvaným králem. Jeho postavení uzná i mocné Kartágo. To však požaduje vydání Dionýsia a jeho námořníků, aby mohlo soudit jejich pirátské činy na moři. Námořníci se stanou pomalu a jistě nepohodlnými městské radě i lidu a posléze i Dórieovi. Dionýsios se se svými muži dokáže dostat zpět na moře a pokračovat v pirátství, nyní pod tajnou ochranou řeckých měst na Sicílii. Dórieus pořádá lovecké výpravy, cvičí segestské mladíky ve zbrani a ztrácí zájem o Tanakil. Kralování jej nebaví a postupně začíná propadat trudnomyslnosti. Turms vezme pod svou ochranu mladou dívku Hannu řečenou Egestu, manželku posvátného psa Krímísa, který skonal. Arsinoé porodila syna, k němuž se Dórieus hlásí jako ke svému dědici. Plánuje rozpoutat válku s Kartágem, bláznivý to záměr. Zhrzená Tanakil se stane počtvrté vdovou, když Dóriea otráví. Turms s Arsinoé, jejím synem, Hannou a Mikónem, který se mezitím stal alkoholikem, prchá ze Segesty do sikanských lesů. Tanakil pozbyvše smyslu života se sama upálí na hranici s Dórieovým tělem.

### Sedmá kniha: Sikani
Turms žije s Arsinoé a Hannou pět let v lesích u Sikanů. Stane se de facto jedním z nich, naučí se jejich zvykům a zastupuje je při obchodech. Z Hanny vyroste panna k pohledání a zamiluje se do Turmse. Mikón propadne sikanskému posvátnému halucinogennímu nápoji a počne s Arsinoé dceru, Turms jí dá poté jméno Mismé a na to, že není otcem přijde až později. Mikón se jednoho dne se ztratí, nevydrží už pocit viny, že de facto zradil přítele.
Arsinoin syn dostane jméno Hiuls podle sovího zahoukání. Sikané v něm vidí svého budoucího krále Erkla.

Jednoho dne se u Sikanů objeví Ióňan (Řek) Xenodotos, služebník perského krále Dáreia, pro kterého sbírá informace o zemích a kulturách na západě. Turms učiní rozhodnutí ponechat Hiulse Sikanům a odejít s Arsinoé, Mismé a Hannou s Xenodotem, i když ten se ho snažil předtím svést. Turms je pevně rozhodnut odejít do Říma. Arsinoé ale touží jít s Xenodotem na královský dvůr, a tak společně pletichaří. V Panormu se rozdělí, Arsinoé s Mismé odjede s Xenodotem a Turms, ačkoli ji stále miluje, se dokáže ovládnout a nepodvolí se. Ponechá si s sebou Hannu. Večer se ovíní a vnikne do ní. Hanna je štěstím bez sebe. Další den ho kopanci do hlavy probudí Arsinoé, která se vrátila (bez Xenodota). Turms společně s Arsinoé, Mismé a Hannou opouští Sicílii a odjíždí lodí na sever.

### Osmá kniha: Znamení
Řím je město, které pomalu rozšiřuje svůj vliv. V minulosti jej dobyl etruský lukumo Lars Porsenna, ale nechal jej nakonec svému osudu. O totéž (dobytí Říma) se pokouší římský renegát Gaius Marcius alias Coriolanus.
V Římě se Turmsi dostane společnosti starého etruského augura, který ho provede po posvátných místech. Seznámí se zde i se starým Římanem Tertiem Valeriem. Starý muž se ve svém věku zahledí do Arsinoé, v níž spatřuje svou bývalou ženu. Arsinoé imponuje jeho vliv a bohatství. Turms dělá pokroky v etruštině a latině, navštěvuje kulturní akce (např. Circus Maximus). Hanna je těhotná a Arsinoé ji prodá do otroctví, čemuž Turms nedokáže zabránit.

Po určité době se Turms rozhodne cestovat a poznat okolní etruská města. Jeho kroky směřují do Vejí, Caere a Tarquinií. V Tarquiniích se seznámí s malířem Larsem Arunsem a je u zrodu jeho velkolepé malby v hrobce. V kostkách vyhraje velké jmění a do Říma se vrací jako zámožný muž. Další jeho cesta vede do železných dolů etruského města Populonie. Zde navštíví chrám blesku, a jeho kněz mu naznačí znamení, že je lukumonem. Musí to však v sobě nalézt sám. Další cesta vede do Faesulae a do Perusie.

### Devátá kniha: Lukumo
Po svém návratu do Říma sezná, že Arsinoé uzavřela manželství s Tertiem Valeriem. Arsinoé si navíc získala v Římě dobrou pověst při obléhání města Coriolanem, kterého přiměla upustit od obléhání. Úskoky si zajistila jmění, které Turms nabyl na cestách po etruském spolku měst. Valerius mu daruje prostý venkovský statek. Po roce porodí Arsinoé Valeriovi syna a Turmsovi vnutí svou dceru Mismé. Avšak ve skutečnosti je to syn Coriolana, který vzešel z početí při její diplomatické návštěvě během jeho obléhání Říma. Turms vychovává Mismé na statku, vyroste z ní bystrá dívka, která se umí radovat z venkovského života. Po letech se Turms opět setkává s Xenodotem, který nyní zastupuje dědice perské říše Xerxa ve věcech západního středomořského světa. Turms již ví, že k Řekům jej nic netáhne. Sdílí Xenodotovy myšlenky, že Řekové jsou sami sobě horší než šelma šelmě. Společně řeší politické věci ve Středomoří. Řečtí tyranni na Sicílií Gelón ze Syrakus a Thérón z Akragantu se spřáhli a brání volnému obchodu v oblasti. Porušili tím veškeré dřívější smlouvy. Perský král Xerxés chce obsadit řeckou zemi a k tomu potřebuje zaměstnat válkou řecká města na Sicílii, aby nemohla poslat vojenskou pomoc. Kartágo slíbilo vylodění vojska u Hímery a žádá tyrhénský (neboli etruský) spolek, aby se připojil. Turms učiní rozhodnutí, že promluví s etruskými vůdci o podpoře Kartága, dle něj by to bylo v zájmu budoucnosti jejich měst. Odjíždí do Tarquinií, kde o záležitosti zpraví Larse Arntha Velthura a jeho otce Arunse Velthura. Etruská města se každé za sebe rozhodnou, zda kartaginskou výpravu podpoří či nikoliv. Nakonec je zorganizována etruská výprava složená z námořnictva, jezdectva i těžkooděnců. Řekové ale neotálejí a tajně si dohodnou pomoc Říma, který pod záminkou zaútočil na území etruských měst Veje, Tarquinií a Caere. Tímto se etruská podpora kartaginské výpravě značně smrskla. Čítala nyní jen 40 lehkých válečných korábů, dvě triéry a nákladní lodi s 2 000 těžkooděnci. Kartaginský vojevůdce Hamilkar se s touto podporou vylodí u Himéry a hodlá ji dobýt. Připojí se k němu i tisícovka Sikanů. Turms se tak setká s Hiulsem, kterému je teď 12 let a účastní se boje. Spojené řecké síly jsou však přes menší početní stav lépe organizované a Hamilkarovo vojsko složené i ze žoldnéřů utrpí na pevnině porážku, Hamilkar samotný je zabit. Kartaginské loďstvo se vyhne syrakusko-akragantskému a plundruje řecké pobřeží na Sicílii. Turms se z několika přeživšími Etrusky vrátí s jistými komplikacemi ve městě Kýmai do Tarquinií. V Kýmách se ještě předtím setká s věštkyní Hirofilou, která v něm okamžitě rozezná vyvoleného.
Tvůj příchod je předpovězen a jsi poznán. Nevaž již své srdce k zemi. Hledej jen sebe, aby ses poznal, nesmrtelný.
Turms se vrátí na svůj římský statek, ale je zatčen a uvězněn. Je obviněn z velezrady. Etruskové však mají v Římě nemalý vliv a Turms je propuštěn. Je mu doporučeno vydat se na sever. Učiní tak a nalezne zde svou zemi, svou horu, hrob svého otce Larse Porsenny a své město Chammars (latinsky Clusium). Lidé ho vítají jako lukumona.

### Poslední kniha: Hostina bohů
Turms je předveden před vládce 12 etruských měst a je podroben zkouškám. Dozví se, že jeho město je chráněno Římem posvátnou smlouvou, o které vědí ty nejstarší rody. Turms má stále problém uvěřit, že je vyvolený, přestože koná zázraky, vrací zrak nevidomým, dřívko promění v holubici atp. Ostatní lukumonové jsou mu nápomocni v odhalování jeho schopností.
Na slavnosti mladí muži bojují o pannu, kterou je Mismé, Arsinoina dcera, kterou vychovával Turms. Získá ji Lars Arnth.
Nastává hostina bohů. Lukumonové si pozvou k sobě bohy. Zjeví se i zahalený bůh, což znamená proměnu časů. Staré končí a nové začínají. Turms konečně sezná, že je nesmrtelným a vyvoleným vládcem, který vede v nejistých dobách svou zemi. Po letech se k němu vydá i Hanna se svým mužem a synem. Syn je Turmse, byl počat na lodi v Panormu. Turms svolí, aby zůstal u Hanny a jejího muže, který pro něj znamená otce. Už jej nebude trápit vina za osud Hanny, o níž si myslel, že zemřela. 

Řekové porazí v námořní bitvě Tyrhény (Etrusky) a ti tak ztratí svůj vliv na moři. Poslední věc, kterou musí lukumo Turms vykonat, je připravit hrob pro své smrtelné tělo.
| „                               | Ať se stane cokoli, tebe, cizinče, jenž jsi ve mně, tebe varuji především před nemocí pochyb, neboť to je nejhorší nemoc, jež potká navrátilce. Odejdi do samoty a nevěř druhým, ale věř více sobě, naslouchaje si, a věř spíše vlastnímu poznání než od druhých naučenému vědění. | “ |
| — Mika Waltari - Tajemný Etrusk | |   |

## Adaptace
- Nesmrtelný Etrusk – desetidílná rozhlasová adaptace, Český rozhlas Vltava, 2014, dramatizace: Michal Lázňovský, dramaturg: Hynek Pekárek, hudba: Zdeněk Zdeněk, režie: Hana Kofránková, účinkují Viktor Preiss, Lukáš Hlavica, David Matásek, Martin Zahálka, Růžena Merunková a další.[3]

## Česká a slovenská vydání
Pod názvem Tajemný Etrusk:
- (česky) Tajemný Etrusk, Práce, edice Erb – Zlatá řada, 1972, překlad Marta Hellmuthová, 592 stran, vázaná
- (česky) Tajemný Etrusk, Nakladatelství Josefa Šimona, edice Český klub, 1995, ISBN 80-85637-16-2, překlad Marta Hellmuthová, 618 stran, brožovaná

Pod názvem Nesmrteľný Turms:
- (slovensky) Nesmrteľný Turms, Slovenský spisovateľ, edice Spoločnosť priateľov krásnych kníh (č. 371), 1979, překlad Mária Horváthová, 576 stran, vázaná
- (slovensky) Nesmrteľný Turms, Ikar, 1997, překlad Mária Vilikovská, ISBN 80-7118-451-9, 405 stran, vázaná